# Army of Darkness
Army of Darkness er en skræk-komedie fra 1993 produceret af Robert G. Tapert i samarbejde med Dino De Laurentiis. Filmen havde et budget på 11 millioner dollars, og indbragte samlet 21,5 millioner dollars. Filmen modtog en række priser, og der er blandt andet blevet lavet videospil ud fra filmen.